# Ромеу, Гонсало
Гонса́ло Роме́у (исп. Gonzalo Romeu; 13 апреля 1945, Гавана, Куба) — кубинский композитор, пианист, дирижёр и педагог.

## Биография
Учился у Хосе Ардеволя, Эдгардо Мартина и Лео Брауэра в Гаване, у Ильи Мусина в Ленинградской консерватории, Одиссея Димитриади в Московской консерватории. Дирижировал симфоническим оркестром провинции Орьенте (Сантьяго-де-Куба). С 1975 выступает с Национальным симфоническим оркестром Кубы. Преподаёт в Высшем институте искусств в Гаване. Гастролирует во многих странах (в СССР с 1986 года). Писал музыку к фильмам.

## Сочинения
- опера «Красотка из „Альгамбры“» / La bella del Alhambra